# 谢投八
谢投八（1902年—1995年），男，汉族，福建龙海人，中国画家、美术教育家，曾任中国美术家协会理事。